# Oum El Bouaghi (provins)

Oum El Bouaghis provins i Algeriet

Oum El Bouaghi (arabiska: ولاية أم البواقي) är en provins (wilaya) i nordöstra Algeriet. Provinsen har 644 364 invånare (2008). Oum El Bouaghi är huvudort.

## Administrativ indelning
Provinsen är indelad i 12 distrikt (daïras) och 29 kommuner (baladiyahs).